# 토마스 베콘

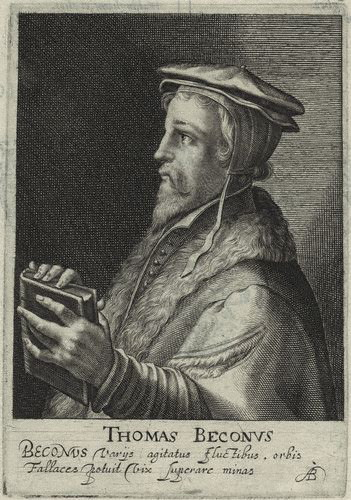
토마스 베콘

토마스 베콘(Thomas Beccon; 1511년-1567년)은 영국의 신부이며, 노폭크 출신의 종교개혁가이다. 1526년에 케임브리지 대학교의 세인트 존 칼리지에 입학하였다. 토머스 크랜머는 그를 6명의 켄터베리 설교자 중의 한 명으로 고용하였다.
그는 휴 레티머의 설교를 듣고 감화되어 성경을 공부하게 되었으며 그의 영향을 계속해서 받았다.

## 유명한 글귀
| “ | 만약 당신이 모든 것을 알고 있더라도 그리스도를 모르면 아무것도 모르는 것이요. 만약 당신이 그리스도를 알고 있다면 당신은 충분히 모든 것을 알고 있는 것이다. | ” |